# Trillium reliquum
Trillium reliquum är en nysrotsväxtart som beskrevs av J.D.Freeman. Trillium reliquum ingår i släktet treblad, och familjen nysrotsväxter. Inga underarter finns listade.

## Bildgalleri

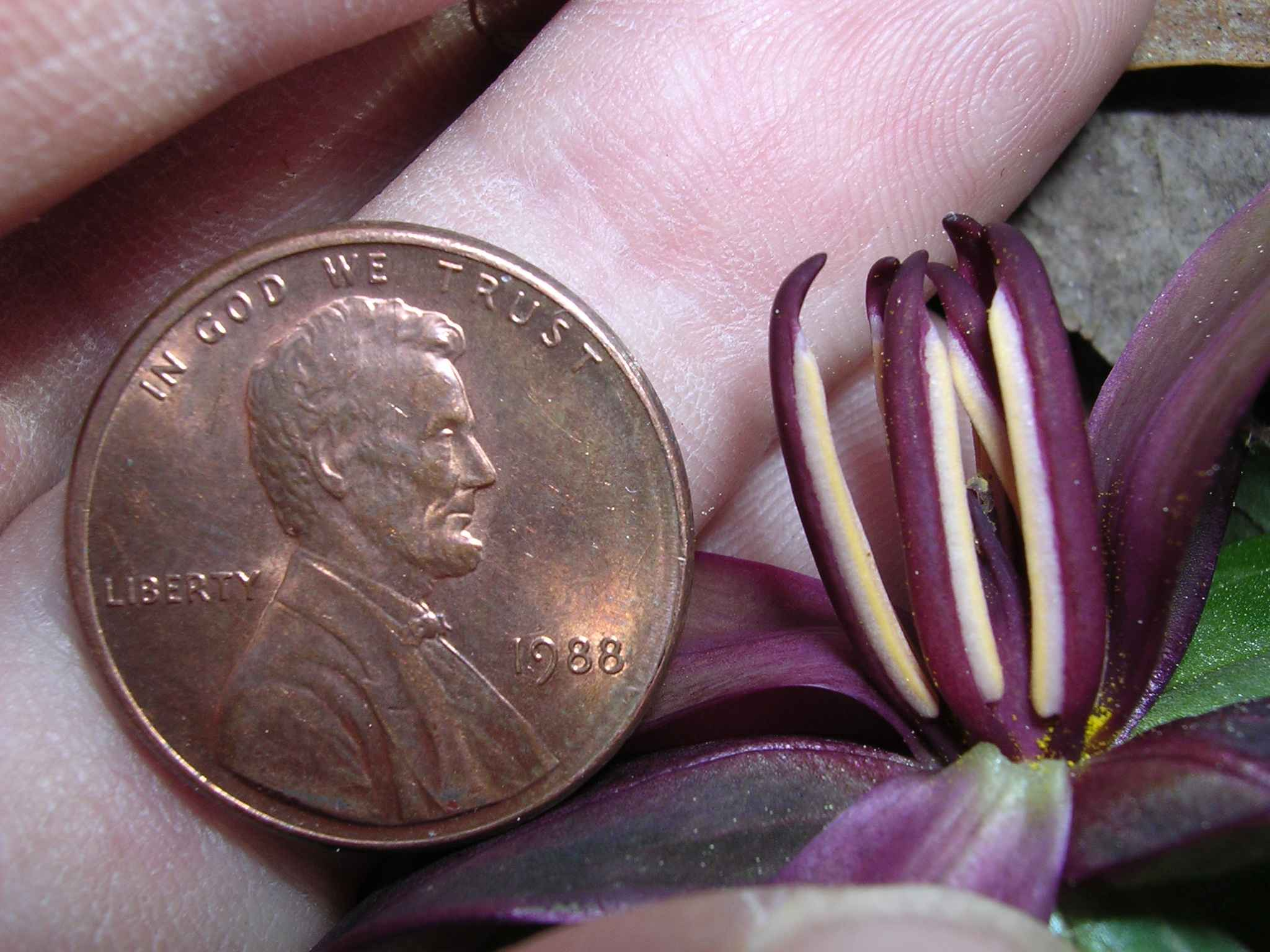
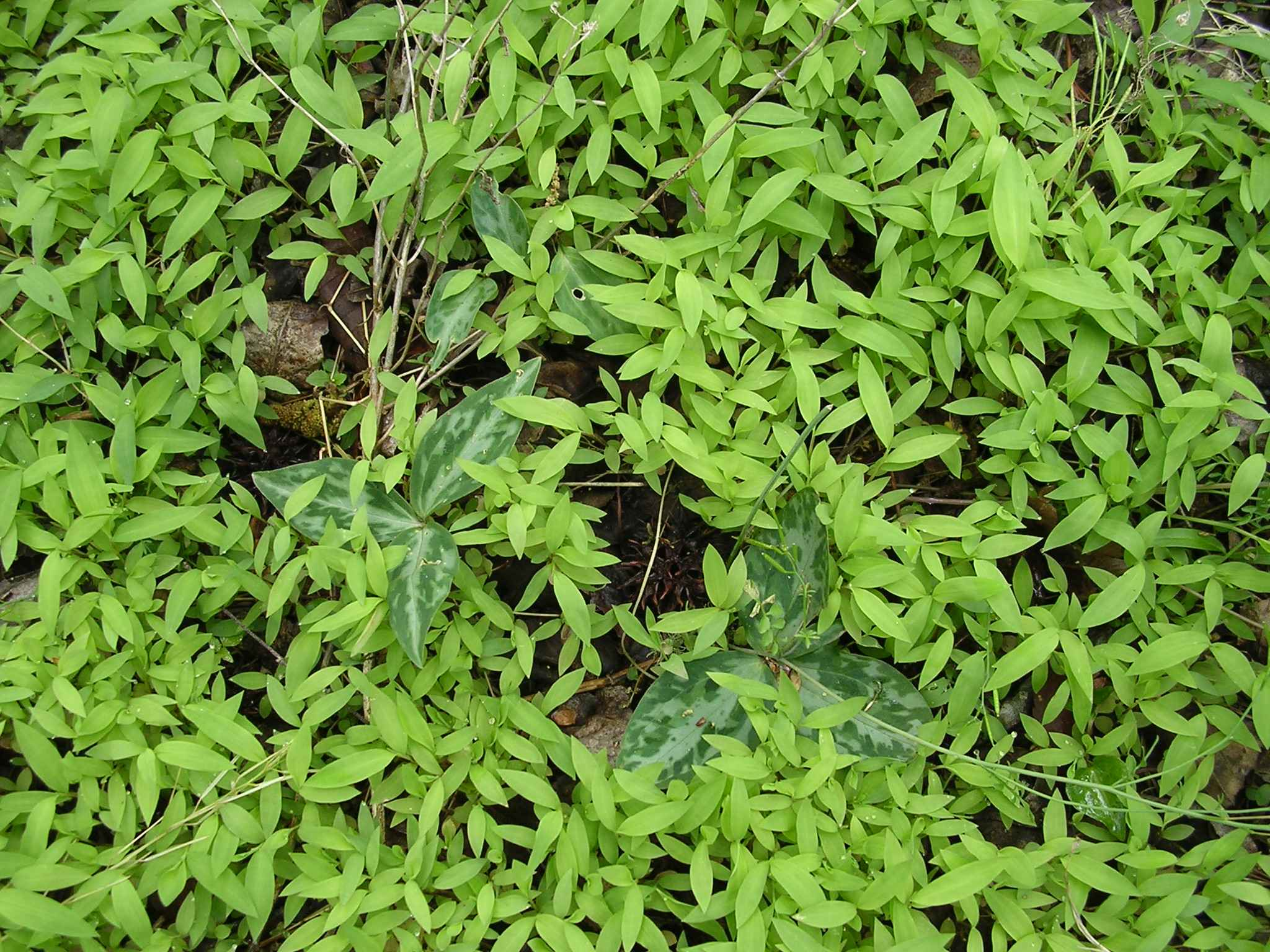
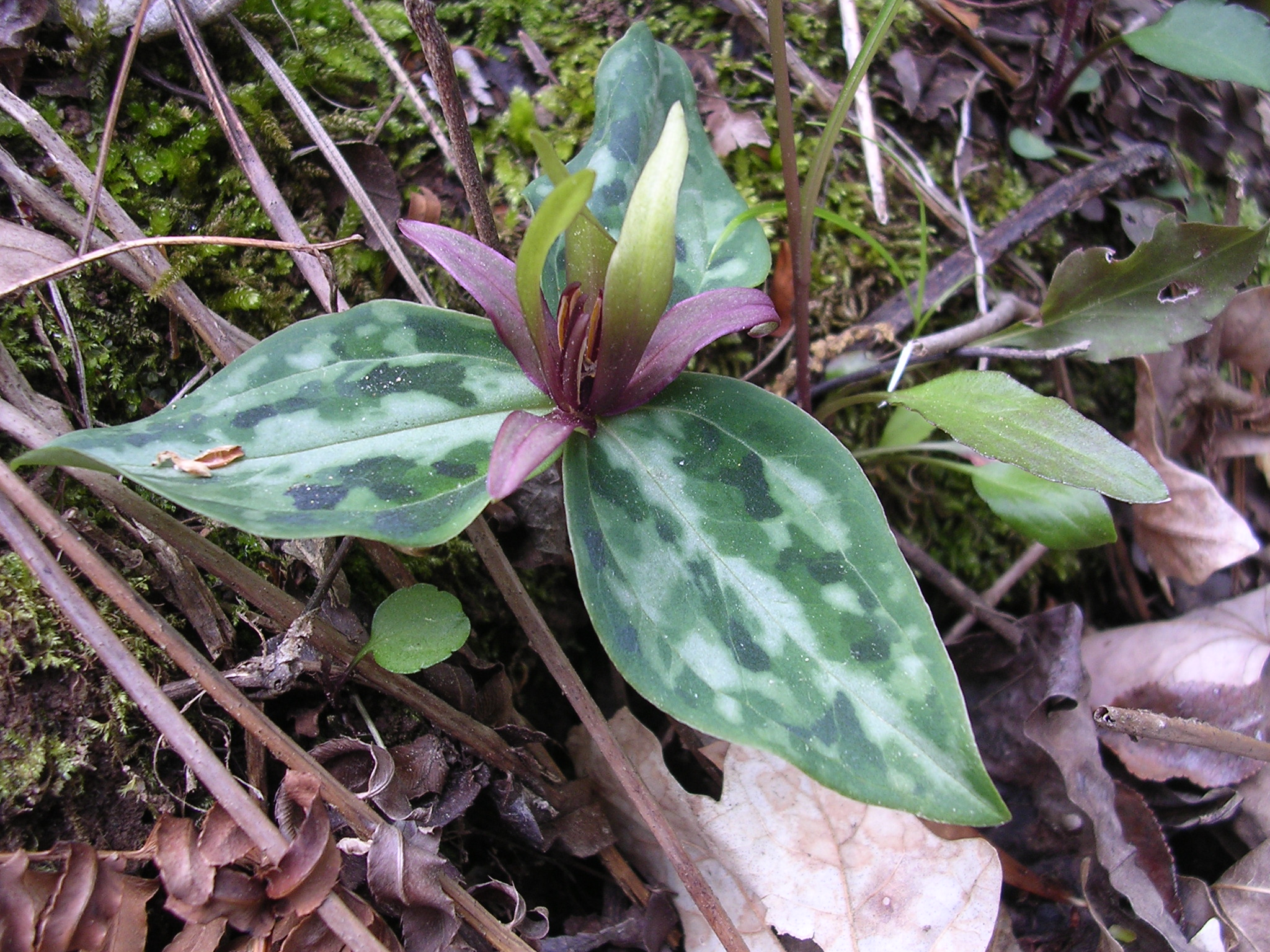